# Кокшетауская епархия
Кокшета́уская и Акмо́линская епа́рхия, или Кокшета́уская епа́рхия (каз. Көкшетау және Ақмола епархиясы) — епархия Казахстанского митрополичьего округа Русской православной церкви (РПЦ) с центром в городе Кокшетау в Казахстане. Является частью Казахстанского митрополичего округа. Объединяет приходы РПЦ на территории Акмолинской области Республики Казахстан, за исключением города Астана, входящего в Астанайскую и Алматинскую епархию.
Кафедральный город — Кокшетау (в 1824—1868 годах станица Кокчетавская, в 1868—1993 годах Кокчетав). Кафедральный собор — Храм Воскресения Христова в Кокшетау.

## История

### Новейшая история с 2011 года
Епархия образована решением Священного Синода от 5 октября 2011 года (журнал № 101) путём выделения из состава Чимкентской епархии приходов, находящихся в пределах Акмолинской области Республики Казахстан при сохранении Астаны в составе Астанайской епархии.

### Правящие архиереи и их титулы
Правящему архиерею усвоен титул епископ Кокшетауский и Акмолинский.

## Епископы
Кокшетауская и Акмолинская епархия
- Александр (Могилёв) (5 октября 2011 — 23 октября 2013) в/у, митрополит Астанайский и Казахстанский
- Серапион (Колосницин) (23 октября 2013 — 28 января 2025)
- Александр (Могилёв) (28 января 2025 — 20 марта 2025) в/у, митрополит Астанайский и Казахстанский
- Варсонофий (Виниченко) (с 20 марта 2025)

## Кафедральный храм
Кафедральный город — Кокшетау.
Кафедральный собор в честь Воскресения Христова (Храм Воскресения Христова) (г. Кокшетау, пр. Назарбаева, 71; ранее улица называлась Горького).

## Благочиннические округа
- Атбасарский (благочинный протоиерей Михаил Галаган)
- Восточный (благочинный протоиерей Игорь Шапорев)
- Кокшетауский (благочинный протоиерей Константин Копнин)
- Макинский (благочинный протоиерей Владимир Шелободин)

## Отделы епархиального управления
- молодёжный;
- взаимодействие с казачеством;
- тюремное служение;
- миссионерский;
- катехизический и религиозно образовательный;
- информационный;
- социального служения;
- отдел по канонизации святых.

## Храмы Кокшетауской и Акмолинской епархии

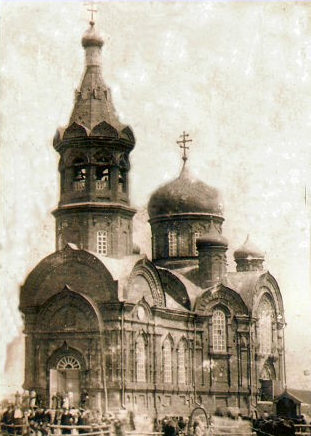
Храм в станице Щучинской. 1908 год.

### Современные
Кокшетауское благочиние
- Кафедральный собор Воскресения Христова
- Михаило-Архангельский собор
- Храм Архистратига Михаила
- Храм Николая Чудотворца
- Храм великомученика Пантелеимона
- Храм великомученика Пантелеимона
- Храм Архангела Михаила
- Храм Владимирской иконы Божией Матери
- Храм преподобного Серафима Саровского

Атбасарское благочиние
- Храм преподобного Сергия Радонежского
- Храм Рождества Иоанна Крестителя
- Храм Казанской иконы Божией Матери
- Храм Покрова Пресвятой Богородицы
- Храм Успения Божией Матери
- Храм святителя Иоанна Златоуста
- Храм Покрова Пресвятой Богородицы
- Храм Архистратига Михаила
- Храм Архистратига Михаила
- Храм мученика Василиска

Восточное благочиние
- Храм священномученика Елевферия Римского
- Храм княгини Елисаветы
- Храм великомученицы Варвары
- Храм великомученицы Екатерины
- Храм святых Константина и Елены
- Храм преподобного Серафима Саровского

### Утраченные
- Храм Святого Великомученика Георгия Победоносца
- Церковь Казанской иконы Божией Матери
- Церковь иконы Божией Матери «Знамение»
- Церковь Николая Чудотворца